# BMW Neue Klasse
BMW Neue Klasse — семейство седанов большого класса от BMW. Внутрифирменные обозначения моделей — 115, 116, 118, 120 и 121. Технической основой семейства был четырёхцилиндровый двигатель BMW M10, рабочий объём которого варьировался в зависимости от модели от 1500 до 2000 см³.
«Новый класс» стал знаковым автомобилем в истории марки. В целом, дизайн New Class не оказал решающего влияния на последующие модели марки — во всяком случае, повлиял на них в меньшей степени, чем «акулообразные» малосерийные BMW середины 1960-х годов, вроде 2800CS. Тем не менее, конструктивные решения, заложенные в этом семействе, на долгие десятилетия стали твёрдой основой, на которой зародились технические успехи компании.
Наиболее прогрессивным из них для начала 1960-х были:
- цельноалюминиевый (впоследствии — с чугунным блоком и алюминиевыми головкой цилиндров и поршнями) верхнеклапанный, верхневальный двигатель с наклонными цилиндрами и практически «спортивными» по меркам тех лет характеристиками;
- независимая подвеска всех четырёх колёс;
- передняя подвеска типа McPherson;
- передние дисковые тормоза[5].

Для семейства New Class была характерна та особенность, что за исключением двигателей базовые седаны (с номерами, оканчивающимися на —0) и купе (—С и —CS) имели предельно мало общего в дизайне и конструкции. Также существовала так называемая «02—я» серия, формально не входящая в New Class, но очень тесно с ним связанная — при этом, эти машины также представляли собой отдельные модели, а не двухдверные версии базовых седанов.
С 1972 года топовые четырёхдверные седаны New Class были заменены более крупной и престижной пятой серией BMW E12. Топовые же модели купе — 2000С и 2000CS — в 1969 году уступили место шестицилиндровым моделям начиная с 2800CS.

## Модельный ряд

### 1500 — четырёхдверный
Самая малолитражная модель серии, BMW 1500 (Е115) была представлена публике в 1961 году на Франкфуртском автосалоне. Серийное производство началось в следующем, 1962 году, и продлилось до 1964 года. В основу модели лёг 4-цилиндровый двигатель M10 объёмом 1499 см³ с диаметром цилиндра 82 мм и ходом поршня 71 мм. Двигатель развивал от 75 до 80 л. с. в зависимости от карбюратора.
Учитывая объём двигателя, производительность автомобиля получилась неплохой, правда для быстрого ускорения приходилось крутить мотор, но в то же время он мог похвастаться достаточно плавной работой даже на 6000 об/мин. Жёсткая подвеска удивила тех, кто ожидал более мягких настроек, характерных для модели 501.
Посадка водителя получилась высокой и обеспечила хорошую видимость, правда из-за длинного хода рычага КПП приходилось немного податься вперёд при включении первой и третьей передач. Также стоит отметить достаточно большой багажник, высота которого составляла 40 сантиметров.
Именно 1500 была первой крупносерийной моделью BMW, у которой на задней стойке крыши имелся «изгиб Хофмайстера». С 1964 года 1500 поставлялась только на рынки тех стран, где транспортный налог начислялся на рабочий объём двигателей, на остальных рынках её сменила модель 1600.

### 1800 — четырёхдверный

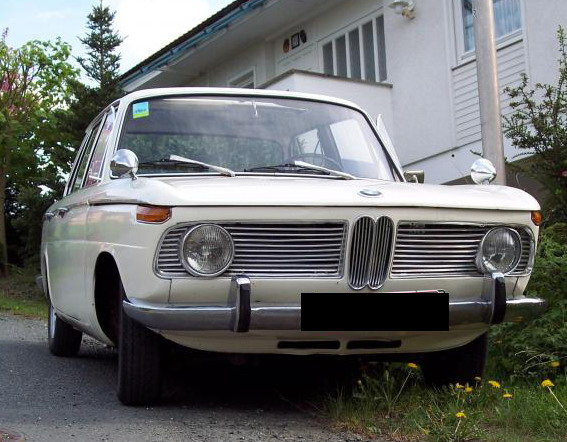
BMW 1800 (1964—1971)

Второй член семейства, BMW 1800, появился в 1963 году и выпускался до 1968-го. Мощность двигателя составляла 90 л. с. С 1966 года опционально была доступна автоматическая коробка передач. В следующем году автомобиль претерпел рестайлинг салона и (по-минимуму) внешности.
С 1964 до 1966 года выпускалась модель 1800 TI (Touring Internationale). В 1965 году была выпущена серия из 200 автомобилей 1800 TI, предназначенных для участия в гонках.

### 1600 — четырёхдверный
Как уже упоминалось, модель 1600 на большей части рынков сменила модель 1500 в 1964 году. Двигатель использовал поршни, унифицированные с двигателем 1800, и развивал 85 л. с. Модель 1600 выпускалась до 1968 года.

### 1602 — двухдверный

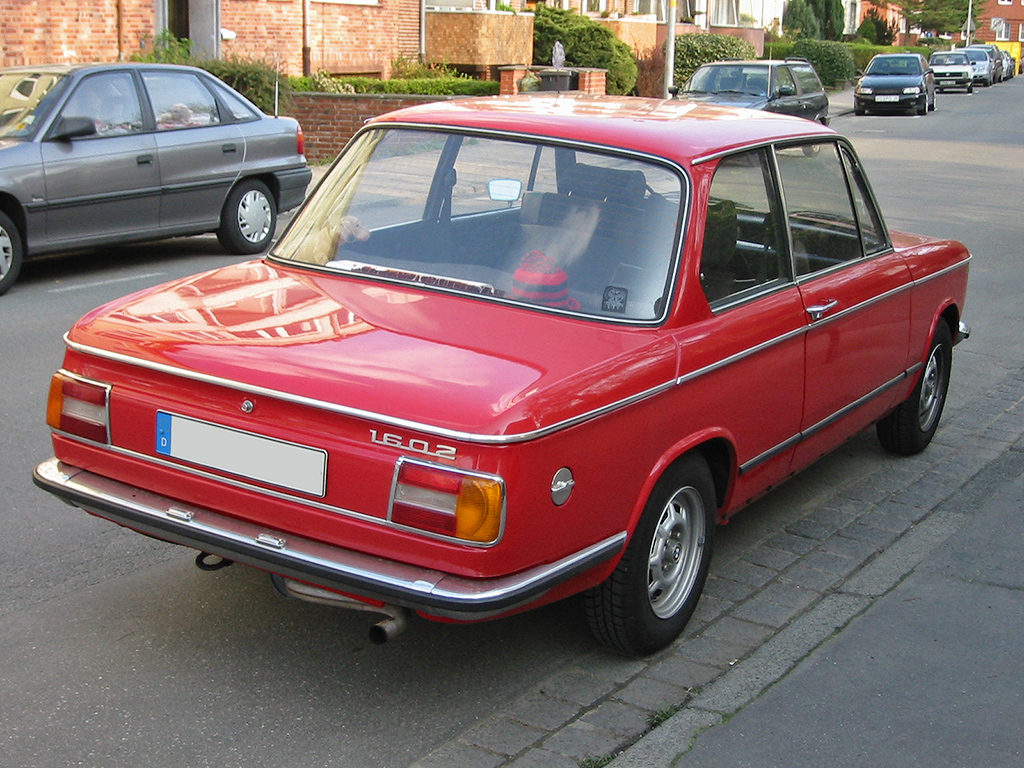
BMW 1602 (1966—1975)

Двухдверная версия 1600 появилась в 1966 году и выпускалась до 1975 года, а в Португалии — до 1978 года. Как уже упоминалось, эта машина имела мало общего с четырёхдверным седаном 1600. Эта машина была разработана специально для американского рынка и была одной из наиболее успешных моделей в семействе. До 1971 года данная модель имела коммерческое обозначение 1600-2.

### 2000C/CS — спорткупе

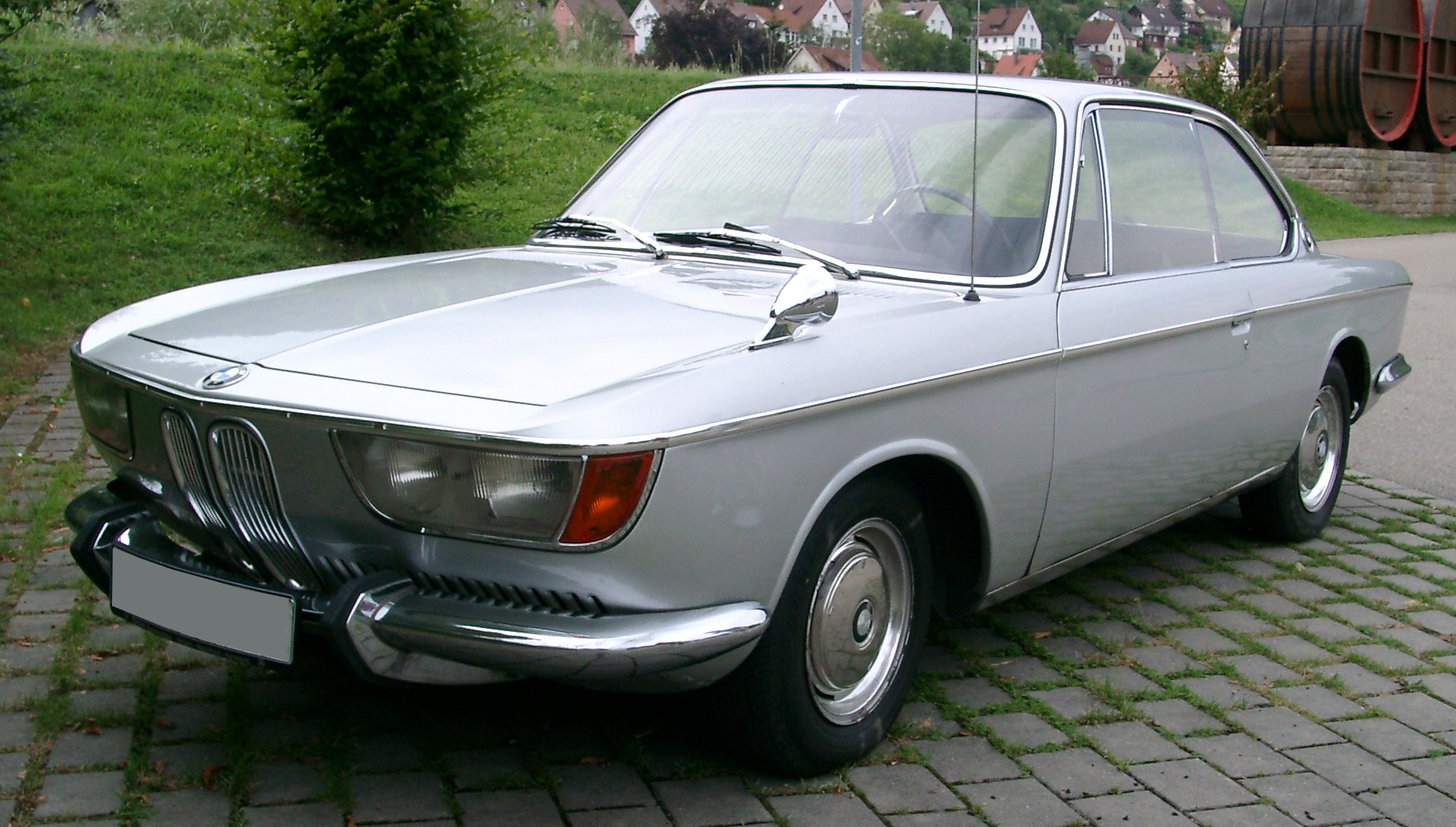
BMW 2000C/CS (1966—1975)

Это спорткупе имело кузов от ателье Karmann. Двигатель развивал 100 л. с. (с одним карбюратором) или 120 (с двумя). Дизайн автомобиля был футуристичным, но несколько противоречивым. В 1969 году оформление передка было сильно изменено для соответствия новому фирменному «мейнстриму», идущему от купе 2800CS 1968 года и хорошо знакомому нам по таким BMW, как E12 (пятая серия).

### 2000 — четырёхдверный

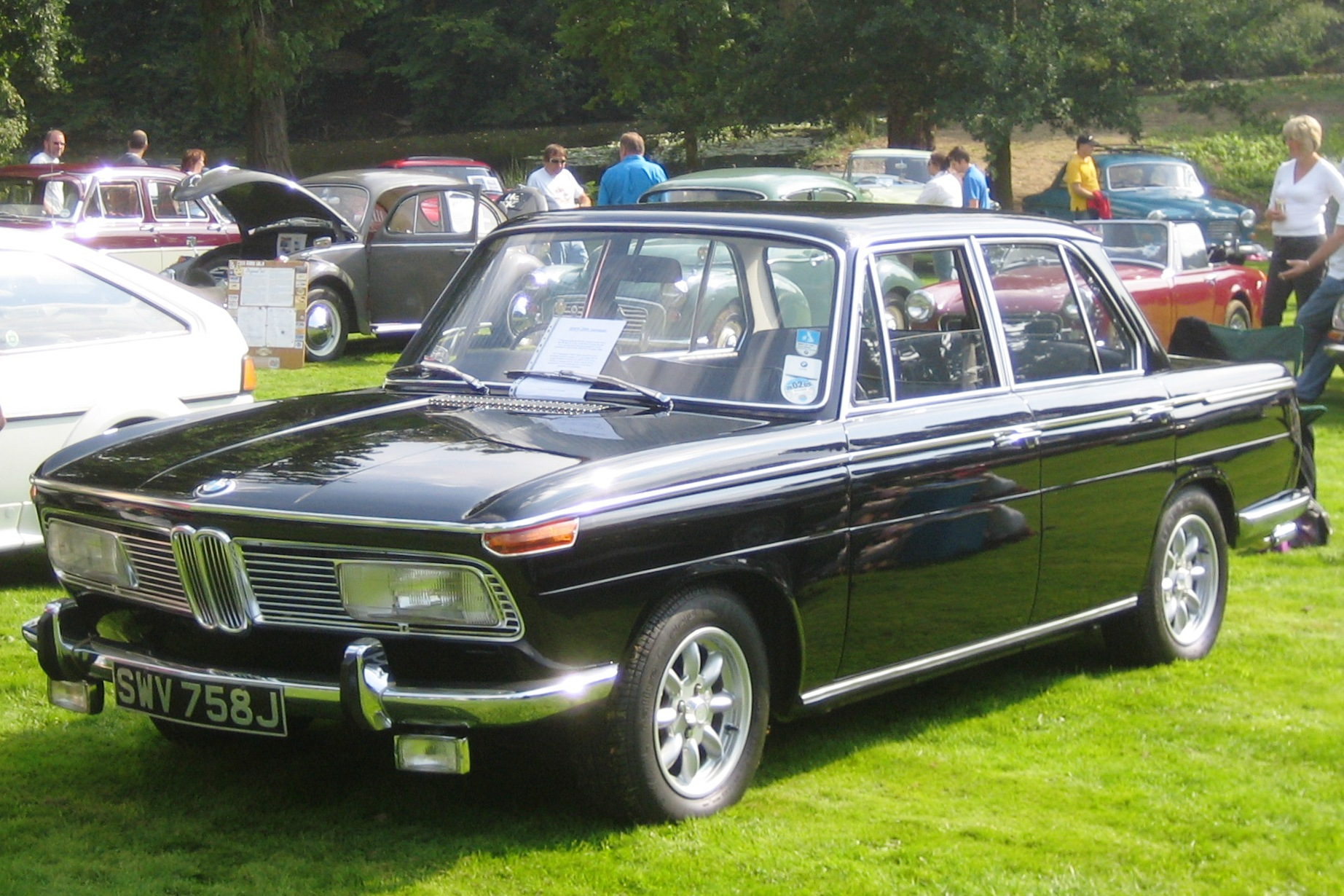
BMW 2000 (1966—1972)

Через год после двухлитрового купе появился и седан с тем же двигателем. Он выпускался с 1966 по 1972 год. Стандартный седан этой серии имел необычные для BMW прямоугольные фары. Но этот вариант решения передка на «баварцах» не прижился. Зато вполне привычно выглядит вариант передка, характерный для BMW 2000 американского и английского рынков, где были законодательно запрещены любые фары, кроме круглых.
На базе модели 2000 выпускались более мощные версии 2000 TI (Touring International — старое обозначение GT), а позднее — 2000 TIi (Touring International Injection) — первый автомобиль BMW с механической системой впрыска топлива марки Kugelfischer.

### 2002 — двухдверный

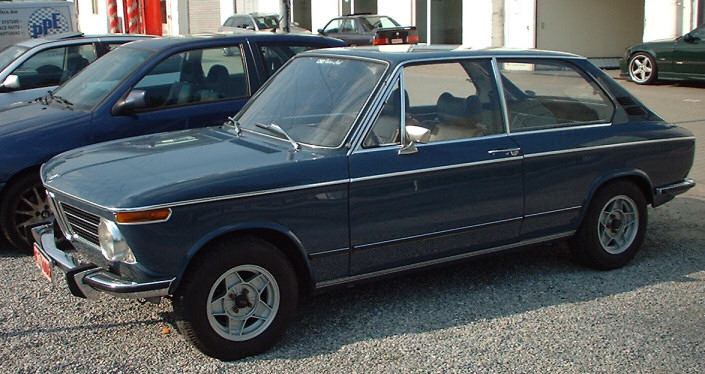
BMW touring 2000 (1971–1973)

Двухдверные автомобили этой серии, выпускавшиеся в 1968—1976 годах, считаются прямыми предшественниками третьей серии BMW. Помимо двухдверных машин, выпускались и трёхдверные лифтбеки Touring, которые сегодня назвали бы хетчбэками. Ателье Baur выпускало малой серией и кабриолеты на шасси 1602, 1802 и 2002.
Мощность двигателя составляла 100 (2002), 120 (2000 TI), или 130 л. с. (2002 TIi). В 1973 году был представлен турбированный двигатель — 2002 Turbo (170 л. с.), но в те годы турбины на бензиновых двигателях BMW не прижились.

### 1502 и 1802
Эти автомобили представляли собой «бюджетные» версии BMW 2002. Выпускались они недолго — с 1975 по 1977 год и продавались только в Европе.

## Объёмы выпуска
| Объёмы выпуска |                  |                  |                  |                        |                  |                       |                       |                        |                            |
| BMW            | 1500 (1962—1964) | 1600 (1964—1966) | 1800 (1963—1972) | 1800 TI/SA (1964—1965) | 2000 (1966—1972) | 2000 C/CS (1965—1969) | 02 series (1966—1977) | 2002 turbo (1973—1974) | Baur Cabriolet (1967—1975) |
|                | 23 554           | 9728             | 146 960          | 200                    | 143 464          | 11 720                | 861 940               | 1670                   | 4210                       |